# Серафим (Лопухов)
Епи́скоп Серафи́м (в миру Алексей Семенович Лопухов; род. 21 сентября 1982, Москва, РСФСР, СССР) — архиерей Русской православной церкви, епископ Ейский и Тимашевский.
Тезоименитство — 19 июля (1 августа) (память преподобного Серафима Саровского).

## Биография
Родился 21 сентября 1982 года в городе Москве. Крещён в младенчестве. В 1989—1997 годах обучался в средней школе № 458 города Москвы. В 1997—2001 годах обучался на дневном отделении Московского автомобилестроительного колледжа города Москвы. Квалификация — техник по специальности «Охрана окружающей среды и рациональное использование природных ресурсов».
В 2001—2004 годах обучался на дневном отделении Ивановского филиала Академии ГПС МВД России (впоследствии — Ивановский институт ГПС МЧС России). Квалификация — техник пожарной безопасности. Присвоено специальное звание — лейтенант внутренней службы.
С 24 июня 2004 года по 15 октября 2009 года служил в 3-м региональном отделе государственного пожарного надзора Управления по Юго-Восточному административному округу Главного управления по городу Москве в должности инспектора Госпожнадзора. 16 октября 2009 года в звании капитана внутренней службы и должности старшего инженера уволен по собственному желанию.
В 2005—2009 годах обучался на заочном отделении Ивановского института ГПС МЧС России. Квалификация — инженер по специальности «Пожарная безопасность».
С 23 октября 2009 года по 10 декабря 2016 года нёс церковные послушания в монашеской общине храма прп. Сергия Радонежского Иваново-Вознесенской епархии (впоследствии — архиерейское подворье).
В 2010—2015 годах обучался в Перервинской духовной семинарии города Москвы. В связи с прохождением церковного послушания в монашеской общине храма прп. Сергия Радонежского Иваново-Вознесенской епархии переведён с очного отделения на экстернат. Тема выпускной квалифицированной работы: «Страсти и борьба с ними по творениям святителя Игнатия (Брянчанинова)». Квалификация — специалист в области православного богословия.
3 апреля 2016 года по благословлению митрополита Иваново-Вознесенского и Вичугского Иосифа пострижен в малую схиму архимандритом Амвросием (Юрасовым) с именем Серафим в честь прп. Серафима Саровского.
11 декабря 2016 года митрополитом Иваново-Вознесенским Иосифом рукоположен в сан иеродиакона.
В 2017—2020 годах обучался в магистратуре Московской духовной академии на заочном отделении. Тема магистерской диссертации: «Тема самопознания по творениям святителя Игнатия (Брянчанинова)». Квалификация — магистр богословия. В настоящее время — соискатель учёной степени кандидата наук на кафедре культурологии и изобразительных искусств Ивановского государственного университета (ФГБОУВО «ИвГУ»). Тема кандидатской диссертации: «Антропологическое наследие святителя Игнатия (Брянчанинова) в диалоге культурных традиций».
С 26 мая 2017 года — насельник Успенского мужского монастыря города Иваново и штатный клирик Успенского кафедрального собора города Иваново. С 29 мая 2017 года нёс послушание уставщика Успенского собора, с 29 мая 2017 года по 24 июня 2018 года — ответственный за состояние и хранение сосудов и церковной утвари Успенского собора и храма Царственных страстотерпцев Успенского монастыря города Иваново.
С 29 августа 2017 года по 14 февраля 2024 года — преподаватель кафедры Священного Писания Ветхого и Нового Завета Свято-Алексеевской Иваново-Вознесенской духовной семинарии (САИВПДС). С 29 августа 2017 года по 20 июня 2018 года нёс послушание помощника проректора по научно-богословской работе САИВПДС.
24 июня 2018 года митрополитом Иваново-Вознесенским Иосифом рукоположен в сан иеромонаха.
7 июля 2018 года назначен на послушание эконома Успенского монастыря города Иваново. 11 июля 2018 года включён в состав епархиальной рабочей группы по подготовке архиерейских богослужений на приходах Иваново-Вознесенской епархии.
С 26 августа 2018 года — руководитель курсов базовой подготовки монашествующих в области богословия Ивановской митрополии.
С 18 января 2019 года по 9 января 2024 года нёс послушание ответственного за взаимодействие с Управлением Росгвардии по Ивановской области (внештатный сотрудник отдела по взаимодействию с Вооруженными силами и правоохранительными органами).
С 21 января 2019 года — благочинный Успенского монастыря города Иваново.
С 2019 года по 1 декабря 2022 года нёс послушание помощника проректора по воспитательной работе САИВПДС.
С 16 июля 2020 года — ответственный за духовное окормление храма великомученика и целителя Пантелеимона, больных и медицинского персонала в ОБУЗ «Областная детская клиническая больница» города Иваново.
В 2020—2023 годах обучался в аспирантуре Ивановского государственного университета по направлению подготовки 44.06.01 «Образование и педагогические науки» (очное отделение). Тема научной квалификационной работы: «Духовно-нравственное воспитание человека в богословско-педагогическом наследии святителя Игнатия (Брянчанинова)». Квалификация — «Исследователь. Преподаватель-исследователь».
С 22 апреля 2021 года по 5 апреля 2022 года нёс послушание секретаря епархиальной дисциплинарной комиссии Иваново-Вознесенской епархии, с 5 апреля 2022 года — председатель епархиальной дисциплинарной комиссии Иваново-Вознесенской епархии.
С 16 июля по 6 августа 2022 года по благословению митрополита Иваново-Вознесенского Иосифа находился на оккупированных Россией территориях Украниы для окормления военнослужащих 98-й гвардейской воздушно-десантной дивизии.
С 1 декабря 2022 года по 14 февраля 2024 года — заведующий кафедрой богословия и Священного Писания Ветхого и Нового Завета САИВПДС.
18 мая 2023 года включён в состав епархиальной аттестационной комиссии Иваново-Вознесенской епархии.
С 30 августа 2023 года по 29 марта 2024 года нёс послушание первого проректора САИВПДС. 5 сентября 2023 года назначен настоятелем храма святителя Алексия, митрополита Московского, при САИВПДС.
С 11 сентября 2023 года — преподаватель предмета «Основы теологии» в Ивановской пожарно-спасательной академии ГПС МЧС России.
9 января 2024 года назначен лектором для проведения лекториев с личным составом Ивановской пожарно-спасательной академии ГПС МЧС России (курсантами и кадетами). С 10 января 2024 года — ответственный за взаимодействие с Управлением Федеральной службы войск национальной гвардии РФ по Ивановской области.
18 марта 2024 года назначен членом епархиального совета Иваново-Вознесенской епархии сроком на три года.
29 марта 2024 года назначен директором Межъепархиального центра подготовки церковных специалистов Ивановской митрополии.

### Архиерейство
24 октября 2024 года решением Священного синода РПЦ избран епископом Ейским и Тимашевским.
4 ноября 2024 года митрополитом Иваново-Вознесенским Иосифом возведён в сан архимандрита.
7 ноября 2024 года в Даниловском Ставропогиальном монастыре вместе с архимандритами Николаем (Пашковым) и Сергием (Зайчиковым) были наречены во епископов, после чего обратились к патриарху Кириллу и сослужившим ему архиереям со ставленническими словами.
8 декабря 2024 года, в день освящения храма Живоначальной Троицы в Чертанове, был хиротонисан во епископа Ейского и Тимашевского. Хиротонию совершили: Патриарх Кирилл, митрополит Воскресенский Григорий (Петров), митрополит Каширский Феогност (Гузиков), митрополит Екатеринодарский и Кубанский Василий (Кулаков), епископ Сочинский и Туапсинский Герман (Камалов), епископ Тихорецкий и Кореновский Стефан (Кавтарашвили), епископ Новороссийский и Геленджикский Сергий (Зятьков), епископ Армавирский и Лабинский Савва (Лесных), епископ Раменский Алексий (Туриков)